# Старий Почаїв
Стари́й Поча́їв — село в Україні, у Почаївській міській громаді Кременецького району Тернопільської області. Розташоване на заході району. До 2020 центр Старопочаївської сільської ради.
До Старого Почаєва приєднано хутори Гарлани, Закаплиця, Копані та Свириневе. 1978—1992 — Старий Почаїв приєднаний до м. Почаїв.
Населення — 1520 особи (2020).
У селі є геологічна пам'ятка природи місцевого значення «Старопочаївський яр».

## Історія
Перша писемна згадка — 1442[джерело?].
Станом на 1885 рік у колишньому власницькому селі Почаївської волості Кременецького повіту Волинської губернії мешкало 702 особи, налічувалось 67 дворів, існували православна церква, каплиця, 2 крамниці.
За переписом 1897 року кількість мешканців зросла до 940 осіб (466 чоловічої статі та 474 — жіночої), з яких 931 — православної віри.
Діяли «Просвіта» й інші товариства.
На 1936 рік село входило до ґміни Почаїв Кременецького повіту. 
12 червня 2020 року, відповідно до розпорядження Кабінету Міністрів України № 724-р «Про визначення адміністративних центрів та затвердження територій територіальних громад Тернопільської області», увійшло до складу Почаївської міської громади.
19 липня 2020 року, в результаті адміністративно-територіальної реформи та ліквідації Кременецького (1940-2020) району, село увійшло до складу новоутвореного Кременецького району.

## Населення
За даними перепису населення 2001 року мовний склад населення села був таким:
| Мова       | Число ос. | Відсоток |
| ---------- | --------- | -------- |
| українська |           | 99,74    |
| російська  |           | 0,00     |

## Пам'ятки
Є церква Покрови Божої Матері (1643, дерев'яна, перебудована 1746), каплиця на честь скасування кріпацтва.
Споруджено братську могилу воїнам РА (1953), пам'ятник воїнам-односельцям, полеглим у німецько-радянській війні.

## Соціальна сфера
Працюють ЗОШ 1-3 ступені, Будинок культури, бібліотека, ФАП, відділення зв'язку, ПАП «Оксамит» і «Почаївське», МП «Млин», плодовоягідний цех, водонасосна станція, торговельні заклади.

## Відомі люди

### Народилися
- Олександр Коберник  (2 червня 1970 — 20 жовтня 2022, село Торське, Донецька область, Україна[7]) — вчитель початкових класів, практичний психолог ліцею «Просвіта» Львівської міської ради, пастор Церкви адвентистів сьомого дня [8][9][10]; засновник та перший директор приватного ліцею «Живе Слово» у Львові[11][12], директор Приватного навчально-виховного комплексу "Дошкільний навчальний заклад — загальноосвітня школа I—III ступенів «Щасливе місто» у місті Тячів Закарпатської області[13]; старший бойовий медик у 125-ї окремої бригади територіальної оборони Збройних сил України, учасник російсько-української війни, загинув у бою, похований на Личаківському кладовищі.
- Колеснік Василь (1972—2024) — український військовик, учасник російсько-української війни[14].
- художник-різьбяр П. Колісник.

### Перебували
- Тарас Шевченко (в 1846).

## Галерея

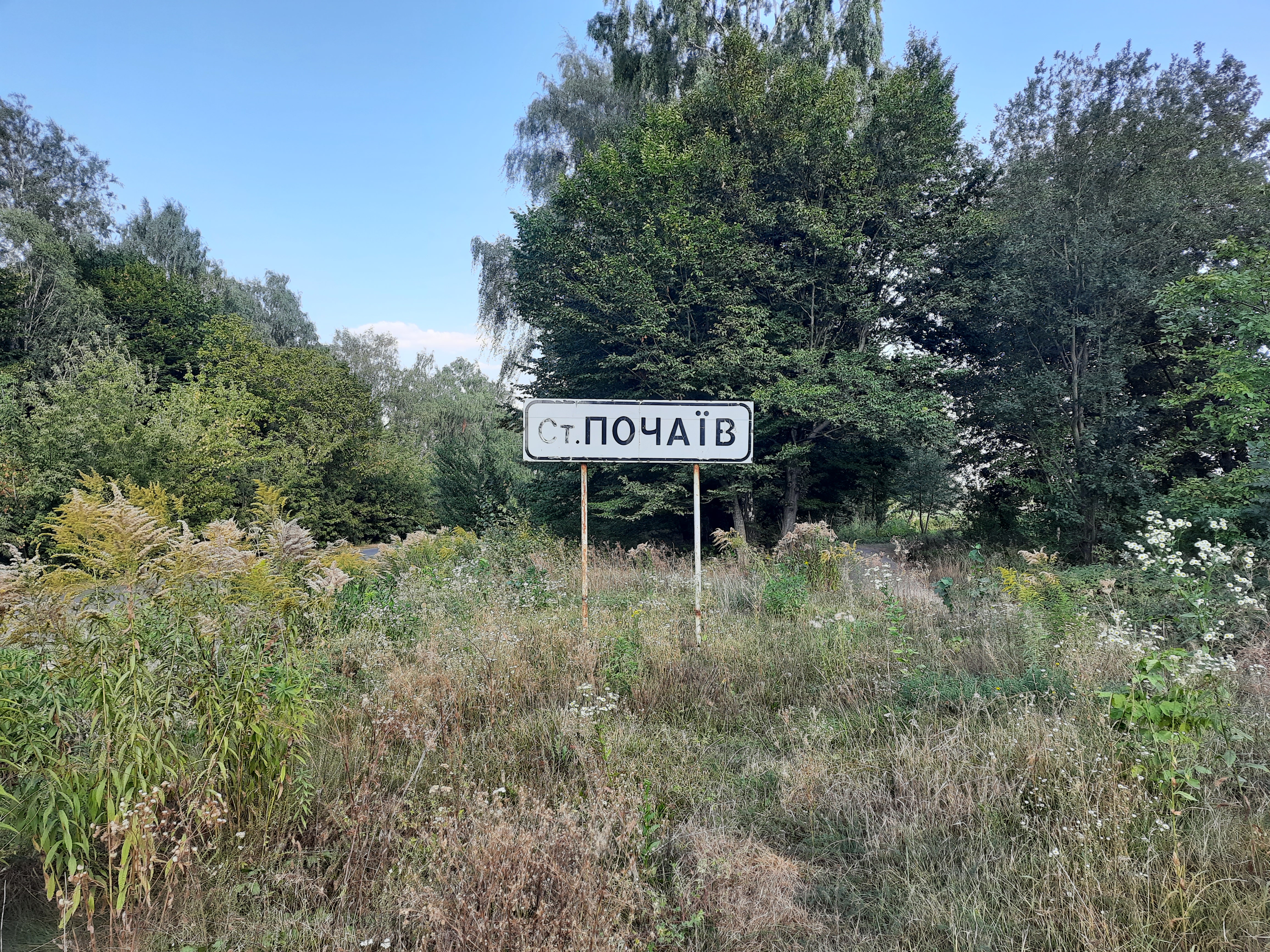
Дорожній знак при в'їзді в село
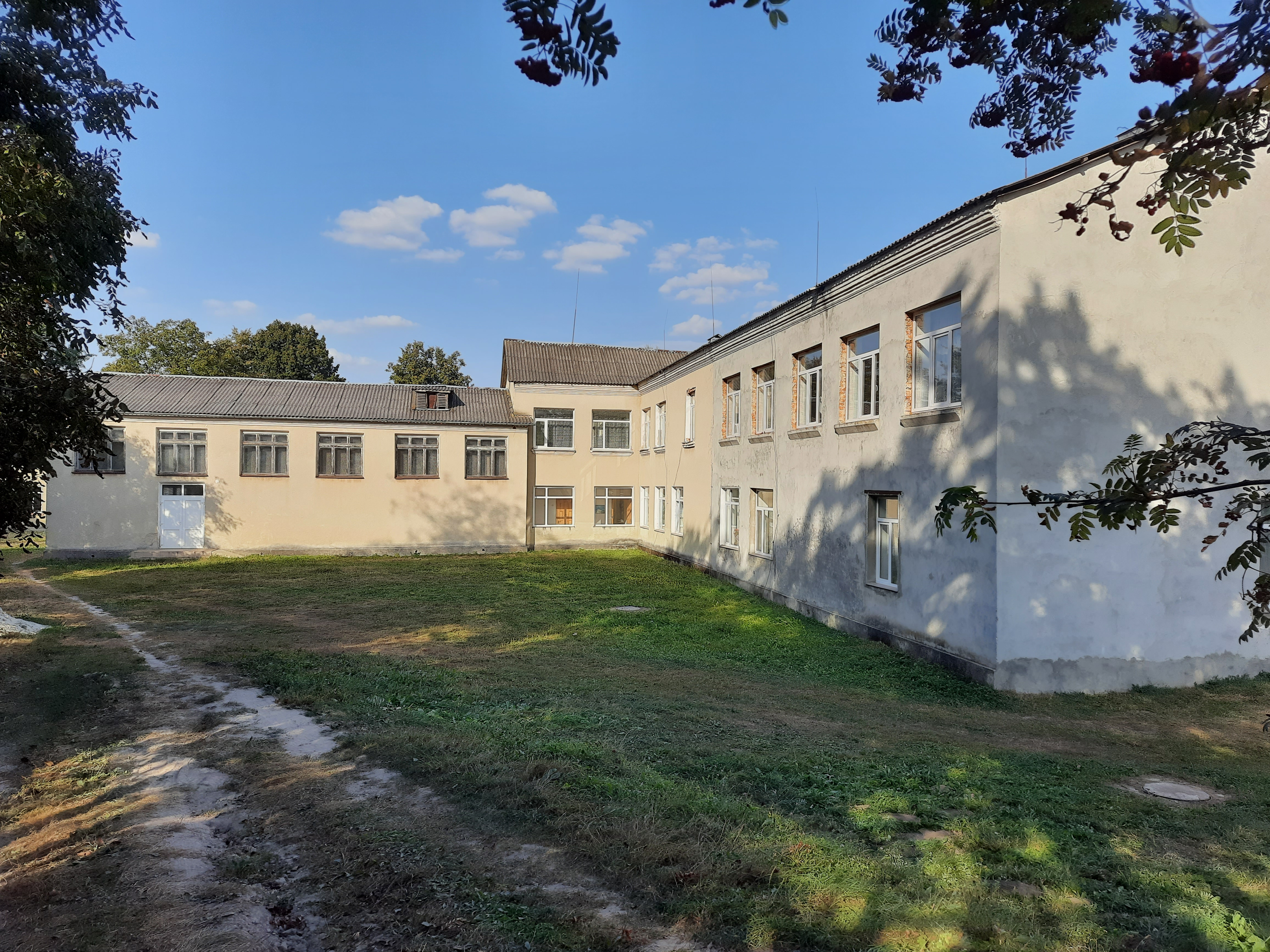
Школа
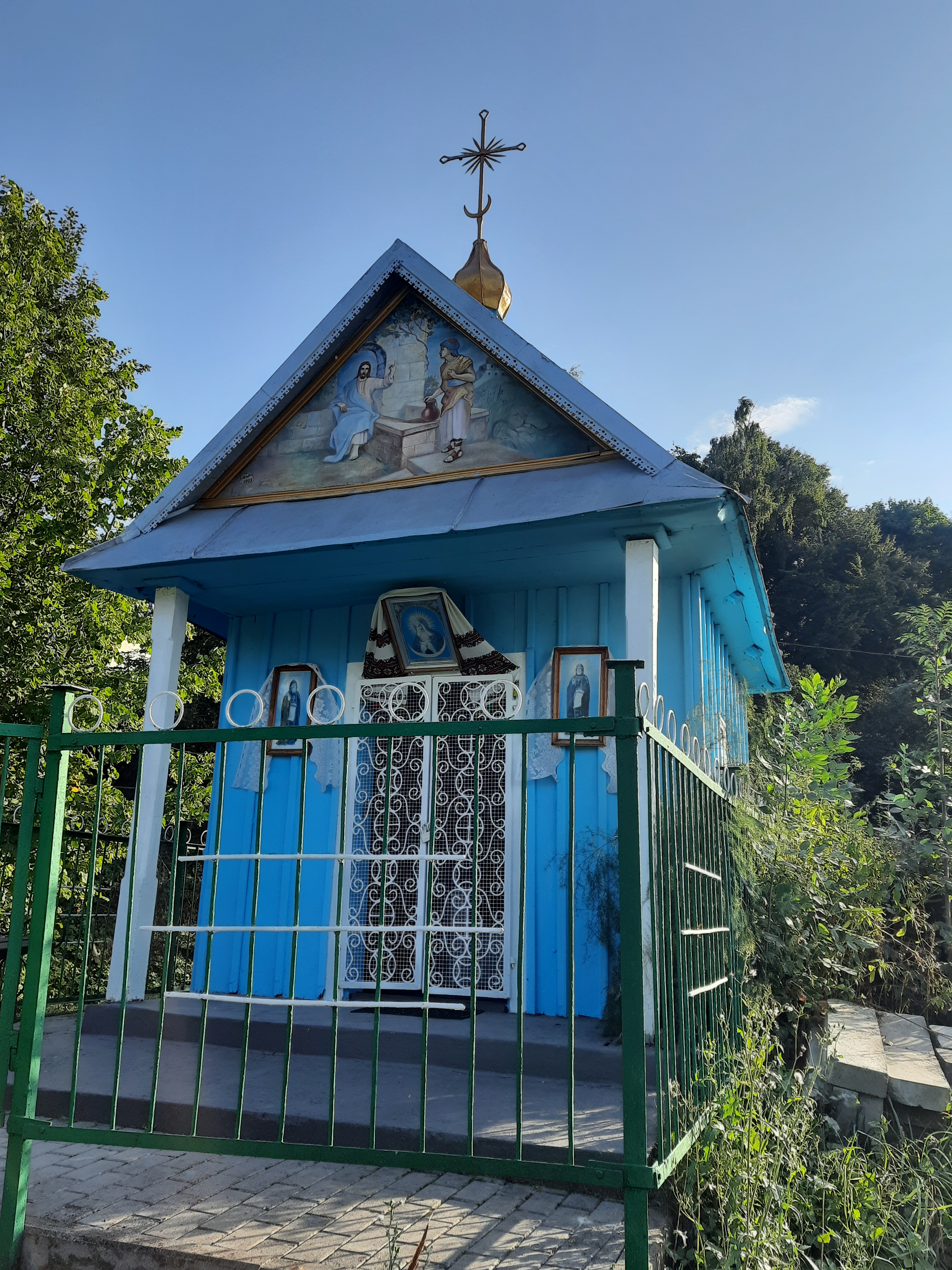
Капличка
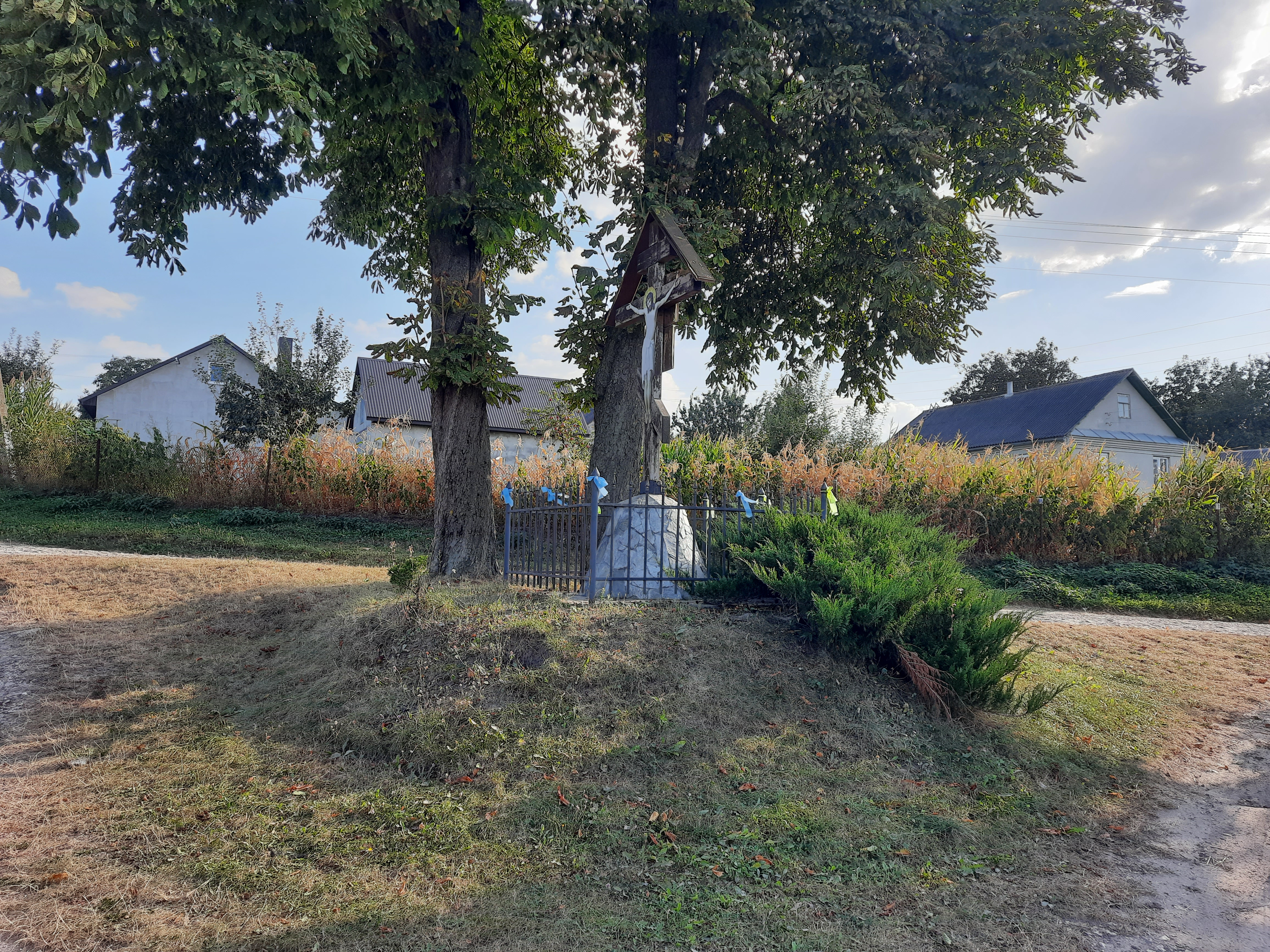
Пам'ятний хрест